# Vaterpolo na OI 2012. – sastavi (muškarci)

## Skupina A

### Grčka
| Ime i prezime             | Klub          |
| ------------------------- | ------------- |
| Nikolaos Deligiannis      | Olympiakos    |
| Emmanouil Mylonakis       | Vouliagmeni   |
| Andreas Miralis           | Chios         |
| Konstantinos Kokkinakis   | Panathinaikos |
| Theodoros Chatzitheodorou | Chios         |
| Argyris Theodoropoulos    | Chios         |
| Christos Afroudakis       | Vouliagmeni   |
| Evangelos Delakas         | Olympiakos    |
| Georgios Afroudakis       | Panathinaikos |
| Ioannis Fountoulis        | Olympiakos    |
| Konstantinos Mourikis     | Olympiakos    |
| Matthaios Voulgarakis     | Vouliagmeni   |
| Filippos Karampetsos      | Chios         |
| Dragan Andrić             |               |

### Italija
| Ime i prezime        | Klub      |
| -------------------- | --------- |
| Matteo Aicardi       | Savona    |
| Danijel Premuš       | Jadran    |
| Amaurys Pérez        | Posillipo |
| Maurizio Felugo      | Pro Recco |
| Pietro Figlioli      | Pro Recco |
| Deni Fiorentini      | Pro Recco |
| Valentino Gallo      | Posillipo |
| Massimo Giacoppo     | Savona    |
| Niccolò Gitto        | Brescia   |
| Alex Giorgetti       | Pro Recco |
| Giacomo Pastorino    | Savona    |
| Christian Presciutti | Brescia   |
| Stefano Tempesti     | Pro Recco |
| Alessandro Campagna  |           |

### Kazahstan
| Ime i prezime     | Klub              |
| ----------------- | ----------------- |
| Nikolaj Maksimov  | SK Astana         |
| Sergej Gubarev    | Dinamo Moskva     |
| Murat Šakenov     | SK Astana         |
| Sergej Gorovoj    | SK Astana         |
| Aleksej Panfili   | Spartak Volgograd |
| Aleksej Šmider    | SK Astana         |
| Vladimir Ušakov   | Dinamo Moskva     |
| Rustam Ukumanov   | SK Astana         |
| Jevgenij Žiljajev | SK Astana         |
| Mihail Rudaj      | SK Astana         |
| Ravil Manafov     | SK Astana         |
| Nikita Kokorin    | SK Astana         |
| Aleksandr Švedov  | SK Astana         |
| Sergej Drozdov    |                   |

### Španjolska
| Ime i prezime     | Klub        |
| ----------------- | ----------- |
| Iñaki Aguilar     | Sabadell    |
| Mario José García | Real Canoe  |
| David Martín      | Barceloneta |
| Balázs Szirányi   | Real Canoe  |
| Guillermo Molina  | Pro Recco   |
| Marc Minguell     | Posillipo   |
| Blai Mallarach    | Mladost     |
| Albert Español    | Barceloneta |
| Xavier Vallès     | Barceloneta |
| Felipe Perrone    | Pro Recco   |
| Iván Pérez        | Sabadell    |
| Xavier García     | Primorje    |
| Daniel López      | Barceloneta |
| Rafael Aguilar    |             |

### Australija
| Ime i prezime    | Klub                |
| ---------------- | ------------------- |
| Joel Dennerley   | UNSW Wests Magpies  |
| Richie Campbell  | UNSW Wests Magpies  |
| Tim Cleland      | Fremantle Mariners  |
| Johnno Cotterill | Panionios G.S.S.    |
| Aaron Younger    | Szeged              |
| Jamie Beadsworth | Freemantle Mariners |
| Aiden Roach      | Drummoyne Devils    |
| Sam McGregor     | Victorian Tigers    |
| Thomas Whalan    | Sydney University   |
| Gavin Woods      | Balmain Tigers      |
| Rhys Howden      | Brisbane Barracudas |
| Billy Miller     | Queensland Breakers |
| James Clark      | Balmain WPC         |
| John Fox         |                     |

### Hrvatska
| Ime i prezime   | Klub      |
| --------------- | --------- |
| Josip Pavić     | Mladost   |
| Frano Vićan     | Primorje  |
| Andro Bušlje    | Jug       |
| Damir Burić     | Pro Recco |
| Ivan Buljubašić | Primorje  |
| Nikša Dobud     | Jug       |
| Igor Hinić      | Mladost   |
| Sandro Sukno    | Pro Recco |
| Petar Muslim    | Primorje  |
| Samir Barać     | Primorje  |
| Maro Joković    | Jug       |
| Miho Bošković   | Jug       |
| Paulo Obradović | Primorje  |
| Ratko Rudić     |           |

## Skupina B

### Mađarska
| Ime i prezime       | Klub      |
| ------------------- | --------- |
| László Baksa        | Szeged    |
| Viktor Nagy         | Vasas     |
| Zoltán Szécsi       | Eger      |
| Péter Biros         | Eger      |
| Miklós Gór-Nagy     | Honvéd    |
| Balázs Hárai        | Honvéd    |
| Norbert Hosnyánszky | Eger      |
| Gergely Katonás     | Vasas     |
| Tamás Kásás         | Pro Recco |
| Gábor Kis           | Szolnok   |
| Gergely Kiss        | Vasas     |
| Norbert Madaras     | Pro Recco |
| Ádám Steinmetz      | Vasas     |
| Dénes Kemény        |           |

### Crna Gora
| Ime i prezime      | Klub                          |
| ------------------ | ----------------------------- |
| Miloš Šćepanović   | Jadran HN                     |
| Denis Šefik        | ENEL Civitavecchia            |
| Draško Brguljan    | Vasas                         |
| Vjekoslav Pasković | Posillipo                     |
| Antonio Petrović   | Primorac                      |
| Dragan Drašković   | ENEL Civitavecchia            |
| Aleksandar Radović | Partizan                      |
| Mlađan Janović     | Savona                        |
| Nikola Janović     | Jug                           |
| Vladimir Gojković  | bez kluba (trener Jadrana HN) |
| Boris Zloković     | Pro Recco                     |
| Aleksandar Ivović  | Pro Recco                     |
| Predrag Jokić      | Partizan                      |
| Ranko Perović      |                               |

### Rumunjska
| Ime i prezime    | Klub                |
| ---------------- | ------------------- |
| Dragoș Stoenescu | Dinamo Bukurešt     |
| Cosmin Radu      | Mladost             |
| Tiberiu Negrean  | Szolnok             |
| Nicolae Diaconu  | CSM Oradea          |
| Andrei Iosep     | CW Havarra          |
| Andrei Bușilă    | CSM Oradea          |
| Alexandru Matei  | Dinamo Bukurešt     |
| Mihnea Chioveanu | CSM Oradea          |
| Dimitri Goantă   | SC Horgen           |
| Ramiro Georgescu | Szolnok             |
| Alexandru Ghiban | CSM Oradea          |
| Kalman Kadar     | CSM Oradea          |
| Mihai Drăgușin   | CSA Steaua Bukurešt |
| István Kovács    |                     |

### Velika Britanija
| Ime i prezime       | Klub               |
| ------------------- | ------------------ |
| Edward Scott        | CE Mediterrani     |
| Ciaran James        | SV Cannstatt       |
| Glen Robinson       | SV Wurzburg 05     |
| Sean King           | SV Weiden          |
| Craig Figes         | Pescara            |
| Jack Waller         | CN Sant Andreu     |
| Alexander Parsonage | UZSC               |
| Jake Vincent        | SV Bayer Uerdingen |
| Robert Parker       | CN Terrassa        |
| Adam Scholefield    | PVSK               |
| Sean Ryder          | SV Weiden          |
| Joseph O’Regan      | PVSK               |
| Matthew Holland     | Aix-en-Provence    |
| Cristian Iordache   |                    |

### SAD
| Ime i prezime   | Klub                      |
| --------------- | ------------------------- |
| Merrill Moses   | New York Athletic Club    |
| Peter Varellas  | The Olympic Club          |
| Peter Hudnut    | Los Angeles WP Club       |
| Jeff Powers     | Newport WP Foundation     |
| Adam Wright     | New York Athletic Club    |
| Shea Buckner    | New York Athletic Club    |
| Layne Beaubien  | New York Athletic Club    |
| Tony Azevedo    | Jug                       |
| Ryan Bailey     | Newport WP Foundation     |
| Timothy Hutten  | Newport WP Foundation     |
| Jesse A. Smith  | New York Athletic Club    |
| John Mann       | New York Athletic Club    |
| Chay Lapin      | Long Beach Shore Aquatics |
| Terry Schroeder |                           |

### Srbija
| Ime i prezime      | Klub        |
| ------------------ | ----------- |
| Slobodan Soro      | Partizan    |
| Aleksa Šaponjić    | Berkeley    |
| Živko Gocić        | Szolnok     |
| Vanja Udovičić     | bez kluba   |
| Dušan Mandić       | Partizan    |
| Slobodan Nikić     | bez kluba   |
| Duško Pijetlović   | Pro Recco   |
| Milan Aleksić      | Szolnok     |
| Nikola Rađen       | bez kluba   |
| Filip Filipović    | Pro Recco   |
| Andrija Prlainović | Pro Recco   |
| Stefan Mitrović    | Partizan    |
| Gojko Pijetlović   | Ferencváros |
| Dejan Udovičić     |             |